# Scopula punctistriata
Scopula punctistriata är en fjärilsart som beskrevs av Paul Mabille 1879. Scopula punctistriata ingår i släktet Scopula och familjen mätare. Inga underarter finns listade.